# Palacio de Justicia del Condado de Hooker
El Palacio de Justicia del Condado de Hooker (en inglés, Hooker County Courthouse) es un edificio de gobiernbo ubicado en la avenida Cleveland entre las calles Railroad y 1 en Mullen, en el estado de Nebraska (Estados Unidos). Alberga los tribunales del condado de Hooker. Fue construido en 1912. Fue obra del arquitecto de Grand Island, Oscar R. Kirschke.
Fue incluido en el Registro Nacional de Lugares Históricos en 1990.  Se consideró significativo como un buen ejemplo del tipo de palacio de justicia "County Citadel".